# Чупахівська селищна територіальна громада
Чупахівська селищна територіальна громада — територіальна громада в Україні, в Охтирському районі Сумської області. Адміністративний центр — селище Чупахівка.
Площа громади — 141,03 км², населення — 3951 мешканець (2018).
Утворена 15 серпня 2017 року шляхом об'єднання Чупахівської селищної ради та Грінченківської, Лантратівської сільських рад Охтирського району.

## Населені пункти
До складу громади входять 1 селище (Чупахівка) і 12 сіл: Всадки, Грінченкове, Грунька, Духовниче, Коновалик, Лантратівка, Новозбудоване, Оленинське, П'ятчине, Розсохувате, Соборне та Софіївка.
З листопада 2020 року приєднались ще 9 сіл: Довжик, Буро-Рубанівка, Олешня, Горяйстівка, Комарівка, Лисе, Нове, Пасіки, Садки.
Відповідно до розпорядження КМУ склад громади наступний:
Чупахівська селищна рада
- смт Чупахівка
- село Коновалик
- село Оленинське
- село Софіївка

Грінченківський старостинський округ
село Грінченкове
- село Всадки
- село Грунька
- село П'яткине
- село Розсохувате
- село Соборне

Лантратівський старостинський округ
- село Лантратівка
- село Духовниче
- село Новопостроєне

Довжицький старостинський округ
- село Довжик
- село Буро-Рубанівка

Олешнянський старостинський округ
- село Олешня
- село Горяйстівка
- село Комарівка
- село Лисе
- село Нове
- село Пасіки
- село Садки

## Життя громади
З 18 листопада 2017 року виходить щотижнева газета «Громада плюс».
В жовтні 2020 року затверджене Положення про почесне звання громади «Почесний громадянин».